# Клаудия Галанти
Клаудия Галанти е парагвайски модел и актриса.

## Биография
Родена е на 6 юни 1981 година в Асунсион. Завършва техникум в Милано.
Преди да постъпи в телевизията прави кариера в киното. През 1999 година се снима във филма Catastrofe imminente и в сериала Lux.
През 2008 г. прави дебют в италианската телевизия в шоуто на Емануела Фолиеро Stranamore по Рете 4 и води заедно с Дебора Салваладжо предаването Scorie по държавната Раи 2.

## Личен живот
През 2008 година има четиримесечна връзка с бизнесмена Стефано Ричуки. През 2011 година ражда първото си дете от френския предприемач Арно Мимран.